# Ґулістон (Кулобський район)
Ґулісто́н (тадж. Гулистон) — село у складі Хатлонської області Таджикистану. Входить до складу Зарбдорського джамоату Кулобського району.
Село розташоване на річці Кулобдар'я.
Назва означає квітковий край. Колишня назва Гультепа.
Населення — 1103 особи (2010; 1115 в 2009, 513 в 1978).
Національний склад станом на 1978 рік — таджики.
Через село проходять автошлях Р-23 Ґулістон-Кулоб та залізниця Кургонтеппа-Кулоб.